# Les Algues vertes
Les Algues vertes és una pel·lícula de thriller dramàtic franco-belga dirigida per Pierre Jolivet i estrenada el 2023. Està adaptada de la tira còmica Algues vertes, l'histoire interdite, d'Inès Léraud i Pierre Van Hove publicada el 2019.

## Argument
Després de diverses morts sospitoses, la periodista Inès Léraud va decidir el 2015 traslladar-se a la Bretanya per investigar el fenomen de la marea verda amb més profunditat. Coneix molta gent i s'adona de l'abast del silenci al voltant d'aquesta qüestió mediambiental. En efecte, els interessos de la indústria agroalimentària són molt forts en aquesta regió. Es recolza en les persones implicades en aquesta lluita a nivell local perquè sigui reconeguda a nivell nacional a través dels seus reportatges radiofònics.

## Repartiment
- Céline Sallette : Inès Léraud[2]
- Nina Meurisse : Judith
- Julie Ferrier : Rosy Auffray[2]
- Pasquale d'Inca : André Ollivro[3]
- Clémentine Poidatz : Morgan Large[4]
- Jonathan Lambert : un député
- Adrien Jolivet : Pierre Philippe,[3] l'urgentista
- Éric Combernous : Igor
- Françoise Comacle : Rolande
- Hervé Mahieux : Guyvarch
- Arnaud Stephan : Didier Germain, de la FNSEA
- Marc Brunet : Jean-Yves Ruelloux
- Yann Dénécé : Yves-Marie Le Lay
- Benjamin Broux : l'amic de l'alcalde
- Christophe Gendreau : mestree Marc Robien
- Pierre Le Baleur : home peixos morts

## Producció

### Gènesi
La pel·lícula està adaptada del còmic Algues vertes, l'histoire interdite, d'Inès Léraud i Pierre Van Hove i publicada el 2019 per Delcourt.
Pierre Jolivet explica He llegit el còmic. Hi ha molts moments en què penso que això és una bogeria! Necessitava una heroïna. Li vaig proposar a la Inès que esdevingués la de la pel·lícula. La història va semblar de seguida digna de la gran pantalla.
Inès Léraud volia que una adaptació cinematogràfica es fes des de l'angle de la ficció, i no pas del documental. Ella esdevindria coguionista. El pressupost va ser de 3,7 milions d’euros.

### Rodatge
La pel·lícula està rodada a les Costes d'Armor, principalment amb una càmera de mà perquè la producció va haver de fer front a les prohibicions de rodatge.
Així el rodatge va ser complicat i Pierre Jolivet va haver de ser astut en nombroses ocasions. El director evoca una omertà sobre l'afer.
Pierre Jolivet, el director, va dir: És la primera vegada que em prohibeixen rodar, que em diuen: "No volem parlar més d'algues verdes".

## Recepció

### Preestrena a la Bretanya
S'organitzaren moltes previsualitzacions a Bretanya des del mes de juny de 2023, i es van omplir les sales. Més de 8.000 persones van veure la pel·lícula durant aquestes previsualitzacions. La Regió de Bretanya va dubtar però finalment va ajudar a finançar la pel·lícula i ho explica abans de la seva estrena en cinemes en un comunicat de premsa el 7 de juliol de 2023. Tanmateix, Loïg Chesnais-Girard, president del consell regional, es va negar a permetre que la pel·lícula es projectés al consell regional de Bretanya.

### Debats públics i debats cinematogràfics
Durant el mes de juliol es fan nombroses projeccions, seguits d'un debat amb els intervinents de la pel·lícula (actors, actrius i guionistes). Aquests debats cinematogràfics van atreure públic.
També s'organitzen vetllades de debat, per exemple a Quimperlé el 27 de juliol.

### Vida pública
El 10 de juliol de 2023, dos dies abans de l'estrena de la pel·lícula, Greenpeace va llançar una tona d'algues verdes davant de la prefectura de Finistère a Quimper. La pel·lícula es projecta a l'Assemblea Nacional l'11 de juliol de 2023, es van organitzar d'altres projeccions al Senat francès i al Parlament europeu.
El diputat de Costes d'Armor Mickaël Cosson, després d'aquesta projecció, descriu la pel·lícula com a ficció.
André Ollivro, un activista històric contra les marees verdes, diu: Aquesta pel·lícula ajudarà a que es parli del tema a tot arreu. Va afegir uns dies després: M'ha sorprès molt gratament. Tot i que no ha pogut rastrejar la totalitat de la lluita de la nostra associació, és fidel a la història que hem viscut, amb una bona dosi de suspens. La pel·lícula marca un punt d'inflexió, posa de manifest les realitats de l'agroempresa i totes les seves conseqüències. Res tornarà a ser el mateix.
La pel·lícula provoca accions de conscienciació ciutadana a diversos llocs de la Bretanya, per exemple a les platges de Moëlan-sur-Mer o de Locquirec.

### Crítiques
Jacky Bornet, a France Info, creu que La pel·lícula de Pierre Jolivet s'embolica en el seu tema.
A Le Figaro, Olivier Delcroix escriu: La pel·lícula de Pierre Jolivet adapta amb alè i rigor la historieta d'Inès Léraud sobre l'escàndol de la contaminació de la costa bretona.
A Télérama, Jérémie Couston va escriure :  Pierre Jolivet s'enfronta a un escàndol agroalimentari a la Bretanya i pinta un retrat sensible d'una dona compromesa, en una ficció desigual però útil.
Segons Isabelle Le Gonidec de RFI, Les Algues vertes presenta una investigació delicada sobre una alga assassina. La pel·lícula parteix des del punt de vista de la periodista que micròfon en mà, barrejant gentilesa i determinació en el seu plantejament, […] s'esforça per demostrar equivocada aquesta famosa frase de Daniel Mermet: "El periodista local, ho sap tot, però no pot dir molt, i el periodista nacional, ho pot dir tot, però no en sap gaire".
A Alternatives économiques, Igor Martinache estima que Pierre Jolivet ha fet una adaptació molt reeixida per a la gran pantalla del treball d'investigació de la periodista Inès Léraud sobre la proliferació d'algues verdes a la costa bretona.
A Ouest-France, Gilles Kerdreux descriu la pel·lícula com un thriller mediambiental molt eficaç sobre aquesta plaga ecològica.
A Sciences et Avenir, Sylvie Rouat va escriure : Aquesta pel·lícula commovedora, que se centra en la veritat dels fets, ens submergeix en les realitats del món agrícola contemporani, en un sofriment silenciós i fins ara quasi absent de l'univers cinematogràfic. La revista Reporterre parla d' “una pel·lícula dura”.
Valentin Etancelin a Huffington Post va escriure : La pel·lícula de Pierre Jolivet amb Céline Sallette no sols recorre la història d'aquest escàndol estatal, sinó que també pinta un retrat sensible d'un periodista amb una dedicació inquebrantable a revelar la veritat.
Segons Maroussia Dubreuil del diari Le Monde, amb eficàcia narrativa, Pierre Jolivet, la convicció social del qual és coneguda des dels seus inicis fa trenta anys, ofereix una descripció rigorosa de les maniobres de l'agricultura industrial dels anys seixanta. Desvetlla la dolorosa posició dels pagesos, que depenen també de la seva activitat, però també depenen dels grans grups, dels quals també en són víctimes. A Allociné, la mitjana és de 3,6 sobre 5 per a les ressenyes de premsa i de 4 sobre 5 per a les ressenyes dels espectadors.
La pel·lícula rep una revisió mitjana de 6,5 de 10 a Senscritique.

### Taquilla
Després de la seva primera setmana d'estrena, distribuïda a 435 sales, la pel·lícula ha venut prop de 126.000 entrades, cosa que la situa en sisena posició a la taquilla francesa. La pel·lícula atrau més de 82.000 entrades en la seva segona setmana d'estrena per a un total de 200.000 espectadors.
La pel·lícula té un èxit particular a la Bretanya, ja que només la regió representa un terç de les entrades nacionals, especialment a l'aglomeració de Saint-Brieuc, on tenen lloc els esdeveniments presentats a la pel·lícula
Le film connait un succès particulier en Bretagne, la région capitalisant à elle seule un tiers des entrées nationales, tout particulièrement dans l'agglomération de Saint-Brieuc, où se déroule les faits présentés dans le film

## Distincion
- Festival Polar de Cognac 2023 : Millor pel·lícula[43]

## Emissions de ràdio
- Inès Léraud. «Algues vertes : le déni» (audio). 'Radio France, France Culture', 13 juin 2019..
- Entretien avec Inès Léraud, Pierre Jolivet, Yves De Fromentel. «Les Algues vertes : récit d'une enquête contre les lobbys» (audio). 'Radio France, France Culture, L'invité(e) des Matins d'été, 12 juillet 2023..